# Орден Богдана-Основателя
Орден Богдана-Основателя (рум. Ordinul „Bogdan Întemeietorul”) — государственная награда Республики Молдова. Учреждён 26 декабря 2008 года Законом Республики Молдова № 314-XVI.

## Награждаются
- за выдающиеся заслуги в развитии и укреплении государственности Республики Молдова;
- за значительный вклад в дело национального возрождения, упрочение гражданского мира, достижение единения и согласия в обществе, гармонизацию межнациональных отношений;
- за особо плодотворную деятельность по повышению международного авторитета страны.

## Описание
Орден «Bogdan Întemeietorul» изготавливается из серебра и представляет собой золотой лилейный крест со вставленным над каждым цветоложем фианитом. Крест наложен на серебряную звезду, состоящую из пучков повторяющихся лучей, упорядоченных в воображаемый квадрат со слегка выпуклыми сторонами. На кресте расположен круглый медальон с золотым рельефным символическим конным портретом господаря страны на красном поле и с круговой легендой по краю на белой эмали между двумя линейными золотыми кругами золотыми прописными буквами: вверху — «Bogdan», внизу — «Întemeietorul»; сегменты надписи разделены тремя фианитами с каждой стороны по правому и левому флангу. Диаметр ордена — 45 мм.
На оборотной стороне ордена имеется приспособление для крепления к одежде.

## Награждения

### 2009 год
1. Ион Друцэ (8 сентября 2009 года, № 2344) — писатель[2].

### 2011 год
1. Владимир (Николае Кантарян) (10 июня 2011 года, № 156) — Митрополит Кишинёвский и Всея Молдовы[3].

### 2017 год
1. Валентин Бенюк[рум.] (30 января 2017 года, № 56) — профессор-университара, доктор-хабилитат политических наук[4].
2. Владимир Курбет (30 января 2017 года, № 56) — художественный руководитель и главный балетмейстер Национального академического ансамбля народного танца «Joc»[4].
3. Ева Гудумак (30 января 2017 года, № 56) — действительный член Академии наук Молдовы[4].
4. Виорел Михаил (30 января 2017 года, № 56) — писатель, публицист[4].
5. Леонид Талмач (30 января 2017 года, № 56) — экс-президент Национального банка Молдовы[4].
6. Маркелл (Николай Михэеску) (15 июля 2017 года, № 271) — епископ Бэлцкий и Фэлештский[5].
7. Петра (Валериу Мустяцэ) (15 июля 2017 года, № 271) — епископ Унгенский и Ниспоренский[5].
8. Никодим (Иоан Вулпе) (15 июля 2017 года, № 271) — епископ Единецкий и Бриченский[5].
9. Владимир Богдан (30 июля 2017 года, № 318) — начальник Службы государственных наград Главного управления права Аппарата Президента Республики Молдова[6].

### 2018 год
1. Виктор Пушкаш[рум.] (2 февраля 2018 года, № 595) — зам. председателя Конституционного суда Республики Молдова[7].
2. Петру Костин (15 июля 2018 года, № 775) — научный исследователь Центра культуры и военной истории, член Международного клуба коллекционеров Республики Молдова[8].

### 2019 год
1. Ион Арабий[рум.] (2 февраля 2019 года, № 1089) — ректор государственного университета медицины и фармации «Nicolae Testemițanu»[9].
2. Александру Бурьян (2 февраля 2019 года, № 1089) — проректор Европейского университета Молдовы[9].
3. Петру Ганган (24 апреля 2019 года, № 1152) — ветеран Союза волонтёров[10].
4. Андрей Смокинэ (23 августа 2019 года, № 1253) — доктор-хабилитат права, профессор университара[11].
5. Георгий Табунщик (23 августа 2019 года, № 1253) — экс-глава (Башкан) АТО Гагаузия (Гагауз Ери)[11].

### 2020 год
1. Юри Калев (23 сентября 2020 года, № 1785) — директор Акционерного общества «Supraten», муниципий Кишинэу[12].
2. Пётр Паламарчук[рум.] (23 сентября 2020 года, № 1785) — член Театрального союза Молдовы[12].
3. Серафим Урекян (23 сентября 2020 года, № 1785) — экс-депутат Парламента[12].
4. Мариана Шлапак (7 декабря 2020 года, № 1867) — экс-председатель комиссии (член Национальной комиссии по геральдике при Президенте Республики Молдова)[13].
5. Силвиу Андриешь-Табак (7 декабря 2020 года, № 1867) — государственный геральдист (член Национальной комиссии по геральдике при Президенте Республики Молдова)[13].

### 2022 год
1. Главный штаб Национальной армии (27 апреля 2022 года, № 445)[14].